# Karel Ludvík Klusáček
Karel Ludvík Klusáček, též známý pod jménem Karel Ladislav Klusáček (26. října 1865, Polná – 21. února 1929, Praha), byl český malíř, ilustrátor a básník.

## Život a tvorba
Karel Ludvík Klusáček se narodil v Polné 26. října 1865. Malířství studoval na Akademii u profesorů A. Lhoty a Pirnera, ale vzorem mu byl Mikoláš Aleš. Ilustrace v jeho stylu zveřejňoval v časopisech Paleček, Ruch, Švanda dudák, Zlatá Praha a Světozor. Ve své době se proslavil obrazem Bouře v Praze po stětí Jana Želivského. Záhy se zařadil mezi významné malíře přelomu 19. a 20. století, v roce 1913 se podílel na výzdobě divadelního sálu slavného náchodského hotelu Beránek. Jeho malby zdobí schodiště bývalé Zemské banky na Příkopech, pro strop Městského muzea v Praze vytvořil alegorickou kompozici Praga caput regni a řadu dalších kompozic. Jako zdatný ilustrátor doprovázel například dílo Královské pohádky. Pro hořovický zámek vytvořil cyklus olejů.
Byl členem SVU Mánes v letech 1896–1900, s neutuchajícím nadšením se stal organizátorem kulturního života, byl redaktorem Volných směrů po první tři ročníky 1897–1899. Později se sblížil s Jednotou umělců výtvarných a do roku 1902 se zařadil k těm, kteří zakládali jejich měsíčník Dílo.
V osmdesátých letech na sebe upozornil vynikajícími kartony, které byly často předlohou pro sgrafitové výzdoby fasád. Dobová kritika ho považovala za všestranného malíře. Ukázal se i jako prozíravý památkář stal se zachráncem starobylého malebného renesančního domu U Vejvodů v Jilské ulici v Praze, který zakoupil. Stal se aktivním členem Klubu Za starou Prahu, v rodné Polné se angažoval při adaptaci hradu na muzeum. Byl činný i literárně.[zdroj⁠?!]

### Rodinný život
Dne 1. září 1896 se oženil s Mariannou, rozenou Jeráčkovou (1878—??) z Lužan (okr. Jičín). V roce 1901 se jim narodila dcera Marie.
Koncem života jeho aktivity pro záchvatu mozkové mrtvice polevily a 21. února 1929 podlehl zápalu plic. Po zpopelnění byla urna s jeho popelem uložena na polenském hradě.

## Dílo

### Kutná Hora
Ve velké zasedací síni Vlašského dvora v Kutné Hoře se nacházejí dva obrazy Karla Ladislava Klusáčka provedené na omítce. Vydání Dekretu kutnohorského a Volba Vladislava za krále českého. Klusáčka doporučil místní radě vrchní stavební rada Josef Hlávka, když byl požádán, vedle spolupráce na restauraci Vlašského Dvora, také o spolupráci na tomto úkolu. Hlávkovi se podařilo získat i garanty Klusáčkovy práce, a to jak po stránce umělecké, tak historické. Jména jsou to zvučná: Alois Jirásek, Mikoláš Aleš a Maxmilián Pirner. Všichni včetně Hlávky se vyjádřili při slavnostním otevření zasedací síně roku 1900, že Klusáček zvládl oba obrazy – po umělecké i historické stránce – velmi pečlivě a suverénně. Obdržel odměnu šest tisíc zlatých a něco nádavkem od Josefa Hlávky.

### Klatovy
Hlávka doporučil Klusáčka též na realizaci maleb při restaurování děkanského chrámu Narození Panny Marie v Klatovech. Ten byl restaurován, s několikaletou přestávkou, v letech 1898–1909. Výzdobu podle Klusáčkových návrhů provedl Josef Bosáček.

### Praha
K hlavním realizacím Uměleckoprůmyslové školy pro Světovou výstavu v Paříži roku 1900 patřilo vybavení vzorového interiéru nábytkem a dekorací včetně oltáře. Soubor těchto exponátů byl oceněn stříbrnou medailí. Klusáček do něj dodal návrhové kartóny s postavami českých světců pro oltářní retábl. Poprvé se zde svatí Ludmila, Václav a Vojtěch objevují ve stylu secesního symbolismu jako asketičtí a prostí poutníci na cestě.

### Ilustrace
- Královské pohádky (veršem a kresbou vypravují Bohumil & Karel Klusáček, Praha, Tiskem a nákladem Edvarda Grégra, 1897)
- Z české kroniky (obrázky zlatých i těžkých chvil národa našeho. Kniha 1, Báječná doba dějin českých / mládeži české vybral Antonín Kamarýt, s 27 obrázky od M. Alše, F. Hetteše, K. Klusáčka a j., V Praze, A. Wiesner, 1899)
- Píseň o činu (zpívá František Serafinský Procházka, ilustroval K. L. Klusáček, Praha, Otto, 1902)
- Santa Lucia (román, Vilém Mrštík, ilustroval Karel L. Klusáček, V Praze, Nakladatelské družstvo Máje, 1903?)
- Deset pohádek o svatém Petrovi (napsala Božena Němcová, kreslil Karel L. Klusáček, Praha, Unie, 1917)
- Deset pohádek o svatém Petrovi (Božena Němcová, ilustroval Karel L. Klusáček, Praha, Toužimský a Moravec, 1996)

## Galerie

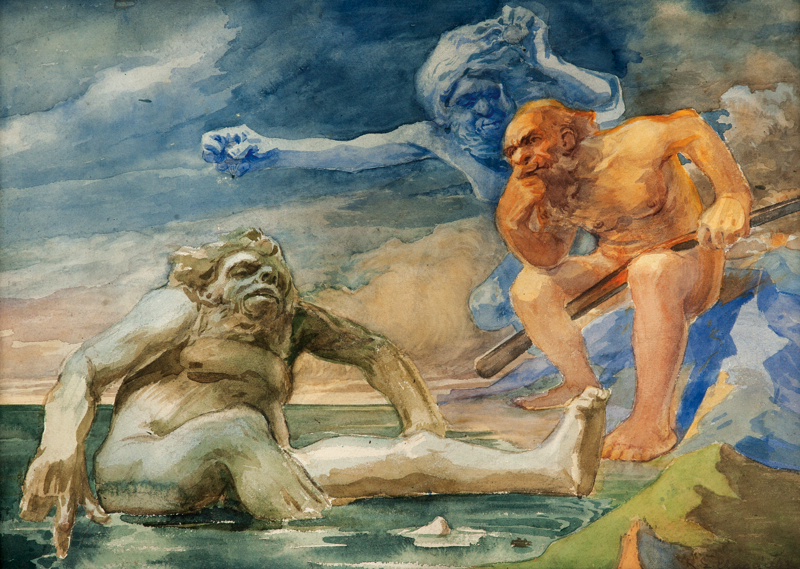
Ilustrace pohádky, Obři
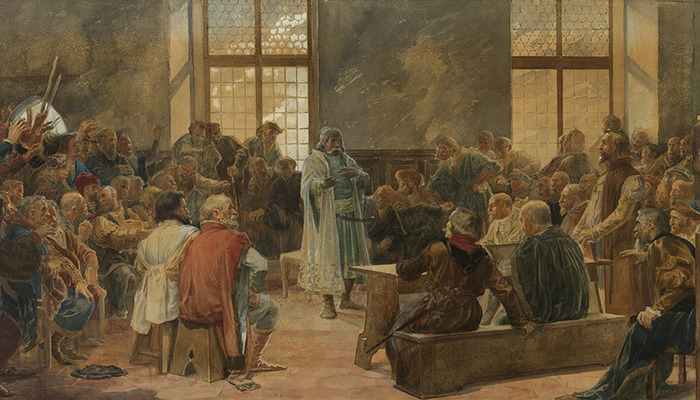
Volba Vladislava králem na Horách Kutných
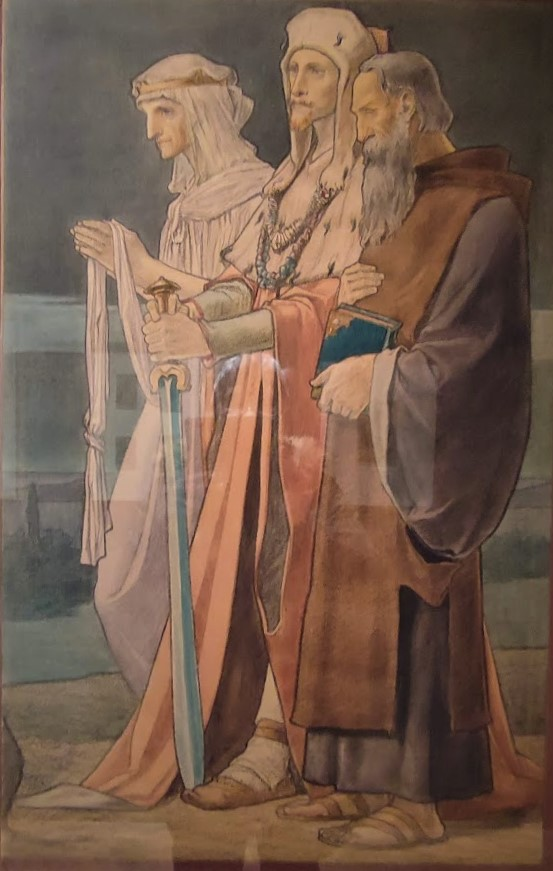
Sv. Ludmila, Václav a Vojtěch, 1900